# Éric Beaumard
Éric Beaumard (né le 5 novembre 1963, à Fougères, en Ille-et-Vilaine) est un sommelier français, élu « vice-meilleur sommelier du monde » en 1998.

## Biographie
En 1977 Éric Beaumard entre en apprentissage en cuisine au « Roc Land » à Tremblay puis travaille comme commis de cuisine à l'« Auberge Saint-Sauveur » à Rennes.
En 1982, âgé de 18 ans, il est victime d’un accident de moto qui le prive de l’usage de son bras droit. Il se reconvertit alors au métier de sommelier en autodidacte et devient en 1987 sommelier au restaurant « La Poularde » de Montrond-les-Bains durant 14 ans.
Il devient ensuite en 1999 sommelier et directeur du restaurant « Le Cinq » de l'Hôtel George-V de Paris où il a constitué une cave de 50 000 bouteilles (l'une des plus fournies de Paris) avec Enrico Bernardo (chef sommelier du restaurant et meilleur sommelier du monde 2004) et le chef Philippe Legendre.
En 1997, il crée la société Grap'Art avec son associé l'acteur Christophe Lambert dans un domaine viticole de 35 hectares à Sainte-Cécile-les-Vignes et Tulette sous le nom Les Garrigues et avec leur premier millésime en 1997 en côtes du rhône-villages.

## Palmarès
- 3 fois Meilleur jeune sommelier de Bretagne
- 1987 : Meilleur jeune sommelier de France (Trophée Ruinart)
- 1990 : Finaliste du Meilleur sommelier de France
- 1992 : Meilleur sommelier de France
- 1994 : Meilleur sommelier d'Europe (Trophée Ruinart)
- 1998 : Vice-meilleur sommelier du monde

## Prix et distinctions
Ordres honorifiques
- 2018 :  Chevalier de la Légion d’Honneur
- 2018 :  Chevalier des Arts et des Lettres

Distinctions
- 2003 : « Sommelier de l’Année » par la revue Le Chef
- 2020 : Sommelier de l'année par le Guide Michelin France[1]

## Citations
- « J’ai tout appris à travers des livres puis par des stages en viticulture. »

## Publications
- 2006 : Les 100 meilleurs vins avec Catherine Gerbod, Editions Générales First.
- 2009 : Les 100 meilleurs vins (seconde édition) avec Catherine Gerbod, Editions Générales First.
- 2012 : Le vin pour Les nuls avec Ed McCarthy, Mary Ewing-Mulligan, Editions First.